# Estrellina
Estrellina is een geslacht van rechtvleugeligen uit de familie krekels (Gryllidae). De wetenschappelijke naam van dit geslacht is voor het eerst geldig gepubliceerd in 1933 door Hebard.

## Soorten
Het geslacht Estrellina  is monotypisch en omvat slechts de volgende soort:
- Estrellina rehni (Hebard, 1933)